# New Horizons (álbum)
New Horizons es el tercer álbum de estudio de la banda de rock Flyleaf que fue lanzado el 30 de octubre de 2012. Ha sido producido por Howard Benson,  quien también produjo los álbumes anteriores de la banda. Este es el último álbum con  Lacey Sturm como cantante principal, quien anunció su salida de la banda en octubre de 2012.

## Producción
En febrero de 2012 Flyleaf anunció que entraba al estudio con el productor Howard Benson para comenzar a grabar un nuevo álbum. La fecha de lanzamiento del álbum fue confirmada finalmente para el 30 de octubre de 2012.

## Sencillos
"New Horizons" es el primer sencillo del álbum y fue lanzado a través de iTunes el 21 de agosto. De acuerdo con el bajista, Pat Seals, la canción se trata de "Mirar hacia el futuro con esperanza". El video oficial fue lanzado el 4 de septiembre de 2012. El segundo sencillo, "Call You Out", fue lanzado ese mismo mes, y su video oficial fue lanzado el 6 de diciembre de 2012. Los otros sencillos, aún sin videos, son: "Fire Fire" y "Broken Wings".

## Lista de canciones
| Edición estánder |                      |          |  |
| N.º              | Título               | Duración |  |
| 1.               | «Fire Fire»          | 3:03     |  |
| 2.               | «New Horizons»       | 3:09     |  |
| 3.               | «Call You Out»       | 2:22     |  |
| 4.               | «Cage on the Ground» | 3:24     |  |
| 5.               | «Great Love»         | 3:42     |  |
| 6.               | «Bury Your Heart»    | 3:35     |  |
| 7.               | «Freedom»            | 3:20     |  |
| 8.               | «Saving Grace»       | 3:44     |  |
| 9.               | «Stand»              | 3:40     |  |
| 10.              | «Green Heart»        | 2:44     |  |
| 11.              | «Broken Wings»       | 3:34     |  |
| 36:24            |                      |          |  |

| Pista adicional iTunes |        |          |  |
| N.º                    | Título | Duración |  |
| 12.                    | «Mama» | 3:56     |  |
| 40:20                  |        |          |  |

## Posiciones logradas
| Lista (2012)                                  | Mejor posición |
| --------------------------------------------- | -------------- |
| Estados Unidos (Billboard 200)                | 16             |
| Estados Unidos (Billboard Alternative Albums) | 2              |
| Estados Unidos (Billboard Christian Albums)   | 1              |
| Estados Unidos (Billboard Hard Rock Albums)   | 2              |
| Estados Unidos (Billboard Rock Albums)        | 4              |
| Estados Unidos (Billboard Digital Albums)     | 10             |

## Personal
| Banda - Lacey Sturm - Sameer Bhattacharya - Jared Hartmann - James Culpepper - Pat Seals | Producción - Producido por Howard Benson |